# Hester Verkruissen
Hester Verkruissen (10 mei 1950 – 15 mei 2012) was een Nederlands drukker.

## Levensloop
Verkruissen was vanaf 1973 een marginaal drukker en medewerker van de Universiteitsbibliotheek Groningen. Ze drukte aanvankelijk op de drukpersen van het Gronings Grafisch Centrum, later zelfstandig in Den Haag. Zij gaf uit onder de naam Bureau Claxon.
Bij haar vijftigste verjaardag in 2000 verscheen in een oplage van 22 exemplaren de vriendenuitgave Dier & Vriend, aangeboden en voor haar gedrukt door 12 collega-drukkers.
Zij overleed op 15 mei 2012. In september 2012 werd een expositie van haar werk ingericht in de Universiteit van Groningen.